# Raphiocarpus evrardii
Raphiocarpus evrardii là một loài thực vật có hoa trong họ Tai voi. Loài này được (Pellegr.) B.L. Burtt miêu tả khoa học đầu tiên năm 1997.